# Оформлення результатів наукової роботи
Оформлення результатів наукової роботи — прийоми, правила тощо, які дозволяють точно, однозначно, стисло, разом з тим зрозуміло для профільних фахівців викласти всі компоненти науково-дослідної роботи.

## Прийоми викладення матеріалів наукового дослідження
Автор наукової праці може застосовувати декілька методичних прийомів викладення наукових матеріалів: суворо послідовний; цілісний; вибіркове викладення.
Суворо послідовне викладення матеріалу наукової праці вимагає від автора послідовного викладення матеріалів — поки автор не закінчить повністю розділ, він не може переходити до наступного. Цей прийом потребує порівняно багато часу.
Цілісний прийом потребує значно меншого часу на підготовку чистового (кінцевого) варіанта рукопису і пов'язаний з розробленням спочатку попереднього варіанта всього рукопису, а потім його обробкою шляхом внесення доповнень та виправлень.
Вибіркове викладення матеріалів в основному застосовується дослідниками-експериментаторами. Як тільки зібрані фактичні дані, автор починає обробку матеріалів у будь-якому зручному для нього порядку.
У науковій практиці найбільшого поширення набув цілісний прийом викладення наукових матеріалів.
На етапі роботи над рукописом вже з самого початку бажано виділяти основні композиційні елементи: вступ, основну частину, висновки та пропозиції; бібліографічний список використаних джерел; додатки.
Існують такі рекомендації щодо підготовки наукової праці:
– продумати основні питання, які потрібно викласти (у будь-якому порядку), записуючи всі думки;
– звести інформацію до однієї прийнятної системи і тільки після цього намагатися створювати добре побудовані речення з організацією їх у граматично оформлені абзаци;
– щоб підійти до роботи по-новому, доцільно відкласти роботу на декілька днів, а потім повернутися до неї знову;
– прочитати вголос те, що написано, оскільки сприйняття на слух часто дає можливість відчути різницю між тим, що хотілося б сказати, і тим, що дійсно сказано.
Починати роботу над остаточним варіантом рукопису необхідно тоді, коли попередній варіант повністю готовий. На цьому етапі всі необхідні матеріали повинні бути зібрані та оброблені, висновки узагальнені та сформульовані. З цього моменту починається детальне «шліфування» тексту рукопису. Перевіряються і критично оцінюються висновки, формули, таблиці, речення, окремі слова. Автор перевіряє, наскільки заголовок його роботи та назви розділів і параграфів відповідають їх змісту, уточнює композицію наукового твору, розміщення матеріалів і їх рубрики. Бажано ще раз перевірити переконливість аргументів, захист наукових положень, тверджень.

## Мова та стиль наукової роботи
Див. докладніше Мова та стиль наукової роботи
Мова — це будь-яка знакова система, що виконує пізнавальну та комунікативну функції у процесі людської діяльності. Не викликає сумнівів необхідність використання мови на теоретичному рівні наукових досліджень для формулювання гіпотез, законів, теоретичних тверджень дослідження і логічних висновків.
Наукове спостереження, постановка та проведення експериментів також неможливі без мови, тому що з її допомогою фіксуються та описуються отримані результати. Методологія науки розглядає мову як засіб вираження, фіксації, переробки, передачі та зберігання наукових знань, наукової інформації.
Стилістичні вимоги, що висуваються до наукової роботи, складаються з двох компонентів — вимог сучасної української літературної мови та вимог так званого академічного етикету.